# Boeing 7J7
Il Boeing 7J7 era un progetto di aereo di linea, a corto e medio raggio, proposto dal costruttore di aeromobili statunitense Boeing negli anni '80. Avrebbe trasportato 150 passeggeri ed era stato pubblicizzato come il successore del Boeing 727. Inizialmente era previsto che entrasse in servizio nel 1992 e doveva essere un velivolo ad alta efficienza di consumo carburante che impiegava nuove tecnologie, ma fu rinviato indefinitamente quando il prezzo del petrolio calò durante gli anni '80.

## Sviluppo
Il 7J7 fu il culmine dell'idea di Boeing Seven Dash Seven (7–7) da 150 posti, che la compagnia aveva preso in considerazione almeno dal 1981. Doveva essere il secondo tentativo di Boeing di sostituire il Boeing 727, il suo ormai absoleto, anche se di successo, aereo da 150 posti. Il Boeing 757, un aereo più grande che Boeing si aspettava andasse a sostituire il 727, aveva inaspettatamente rallentato le vendite portando alla sua entrata in servizio commerciale nel 1983, poiché la deregolamentazione delle compagnie aeree aveva spinto le compagnie aeree a utilizzare aeromobili più piccoli a frequenze più elevate. Liberando la capacità di posti a sedere del 727, Boeing ora aveva un grande divario di capacità nella sua gamma di aeromobili tra il 757 più grande e il Boeing 737 più piccolo.
Nel 1983, la Scandinavian Airlines (SAS), una compagnia aerea che impiegava aeromobili principalmente McDonnell Douglas, contattò Boeing allo scopo di sostituire i suoi DC-9 McDonnell Douglas. La compagnia aerea sarebbe diventata il cliente più fedele del 7J7 e avrebbe avuto una grande influenza nel design della cabina dell'aeromobile. Il Giappone inizialmente acconsentì a una lettera di intenti con Boeing, nel marzo 1984, per opzionare una quota del 25 percento in un futuro aereo di linea da 150 posti, come il Seven Dash Seven di Boeing o il progetto "YXX" del Giappone, che sarebbe entrato in servizio nel 1988 usando lo IAE V2500 turbofan come motore, sviluppato in parte dalla giapponese Aero Engine Corporation. Tuttavia, Boeing divenne sempre più interessata all'ultima ricerca sui motori Propfan che avrebbero consentito di ottenere grandi risparmi di carburante a due cifre, in particolare con il concetto di ventole senza trasmissione (UDF) della divisione aeronautica di General Electric. A febbraio 1985, Boeing rimandò l'entrata di servizio del velivolo, allora senza nome, ai primi anni '90 in modo che la tecnologia propfan fosse pronta. Boeing fece il cambio del motore, il cambio di programma e l'annuncio unilateralmente, sorprendendo e sconvolgendo i suoi partner giapponesi. Scartò anche il nome in codice 7–7, dicendo che era troppo comunemente visto come un possibile concorrente diretto dell'Airbus A320 e che l'aereo che Boeing aveva in mente sarebbe stato in anticipo di mezza generazione. Il 13 maggio 1985 la compagnia tenne una riunione di lancio del programma per i fornitori e poi presentò il progetto un modello di aereo al Paris Air Show del 1985, dove Boeing annunciò che avrebbe iniziato a prendere ordini nel 1987-1988 per le consegne a partire dalla prima metà del 1992. Nell'agosto 1985, il nome in codice dell'aeromobile fu cambiato in 7J7. Il 20 dicembre 1985, Boeing raggiunse un accordo per testare il proposto propfan motorizzato 578-DX della società controllata Allison Engine Company della General Motors da utilizzare sul 7J7.
Nel marzo 1986, Boeing annunciò ufficialmente la partecipazione del 25 percento del Giappone al 7J7. Il nome del velivolo rifletteva questa partecipazione, poiché la "J" nel 7J7 rappresentava la Japan Aircraft Development Corporation (JADC), una partnership delle grandi aziende industriali giapponesi Kawasaki Heavy Industries, Fuji Heavy Industries e Mitsubishi Heavy Industries (MHI). A breve anche alcune industrie del Regno Unito e la Saab-Scania dalla Svezia fecero un investimento sul progetto, ma con percentuali più piccole, a una cifra.  La Hawker de Havilland dell'Australia si unì con una percentuale simile nel dicembre 1986.
Durante la stessa settimana in cui Boeing fece l'annuncio giapponese del 7J7, SAS tenne un consiglio di amministrazione vicino al quartier generale di Boeing per ispezionare il lavoro del 7J7. La compagnia aerea espresse il desiderio di eliminare i posti mediani in una configurazione a sei e chiese che la cabina includesse un'opzione a sette posti per i viaggi economici. Jan Carlzon, all'epoca presidente di SAS, fece intendere la possibilità che SAS potesse essere un cliente di lancio. Suggerì che se il 7J7 sarebbe stato costruito, SAS avrebbe potuto diventare il più grande operatore di velivoli Boeing entro 10 anni.
Il 20 agosto 1986, il motore General Electric GE36 UDF fu testato per la prima volta in volo, su un aereo Boeing 727-100. Il mese successivo, Boeing sostenne, al Farnborough Air Show, che i primi risultati acustici erano migliori del previsto. La società dichiarò che i livelli di test erano già in uno stato accettabile per silenziosità e qualità del rumore e che il motore di produzione avrebbe ridotto i livelli di rumore di ulteriori 12-15 decibel. Boeing annunciò anche che la società avrebbe probabilmente costruito il 7J7 in due versioni; la ben nota versione da 150 posti sarebbe stata affiancata da una versione di capacità inferiore, da 100 a 115 posti, che avrebbe potuto avere una diversa dimensione della fusoliera ma ancora alimentata dall'UDF di G.E. Il progetto in miniatura era conosciuto, all'interno di Boeing, come 7J7-110. Nel dicembre 1986, tuttavia, un funzionario del rivale europeo Airbus affermò che Boeing stava offrendo alle compagnie un aereo propfan da 110 posti e un aereo di linea da 150 o più posti con ventole intubate. L'affermazione sembrò essere verificata quando la Boeing annunciò pubblicamente l'uso di motori montati sulle ali con il SuperFan International Aero Engines (IAE) nel gennaio 1987. Allo stesso tempo, l'azienda rinunciò al motore 578-DX a causa della potenza insufficiente, anche se non aveva ancora testato il motore in volo.
Tuttavia, i potenziali clienti, che potevano permettersi di essere più esigenti in un mercato aeronautico mondiale in eccesso di offerta, erano preoccupati per l'economicità e il rumore dei motori propfan non ancora testati. I frequenti importanti cambiamenti nella progettazione del velivolo scoraggiarono anche gli acquirenti ad impegnarsi. Boeing trascurò di esaminare le esigenze di diverse compagnie aeree prima di visitarle in un road show, e fu sorpresa dalla risposta generale poco entusiasta per il 7J7 dopo che aveva messo così tante risorse nello sviluppo. Tuttavia, entro il maggio 1987, il 7J7 era in fase di commercializzazione dal 1º luglio e contava di iniziare la produzione dal 1º settembre di quell'anno. Boeing ottenne l'interesse di British Airways, che stava prendendo in considerazione il 7J7 per sostituire i suoi 35 aeromobili Boeing 737-200. Inoltre, nonostante il presidente Robert Crandall avesse affermato, 12 mesi, prima che i prezzi del carburante erano troppo bassi per ordinare un aereo propfan entro il 1991, American Airlines annunciò, all'inizio di agosto 1987, che stava valutando su versioni più grandi e allungate del 7J7 per un possibile ordine di 100 aerei.
Più tardi, nello stesso mese, Boeing respinse la certificazione programmata al 1992 spostandola al 1993,  affermando che il mercato aveva bisogno di tempo per decidere se voleva un aereo da 140 o 170 posti. Nel giustificare la decisione, Boeing menzionò che SAS, British Airways e American Airlines erano i potenziali acquirenti più entusiasti, ma i due vettori europei avevano scelto un aereo più piccolo, mentre il vettore statunitense voleva quello di dimensioni maggiori. Altre fonti dicevano che solo SAS preferiva le dimensioni più ridotte, ma l'opzione per l'aereo più grande era comune alle compagnie aeree con sede negli Stati Uniti e a un gruppo di circa una dozzina di compagnie aeree. Boeing espresse preoccupazione per il fatto che se il 7J7 fosse inizialmente stato progettato con dimensioni maggiori, il motore UDF sarebbe stato in grado di adottarlo, ma il nucleo del motore UDF avrebbe potuto non essere abbastanza potente per alimentare i futuri 7J7.
Il 16 dicembre 1987, Boeing rinviò indefinitamente la data di disponibilità del 7J7. Il numero di ingegneri dedicati al 7J7, che era già stato ridotto da 1.000 a 900 in ottobre e poi a 600 entro dicembre, sarebbe stato ulteriormente ridotto a 300 nelle settimane successive. Sebbene SAS avesse dichiarato pubblicamente che era ancora pronta ad ordinare 100 velivoli 7J7 nell'aprile 1988, la mancanza di un ulteriore ordine di dimensioni simili portò la Boeing a concentrare le sue risorse su ulteriori sviluppi del Boeing 737 e del Boeing 757. Il 25 maggio 1988, mentre annunciava un ordine per 50 Boeing 757 e 50 ulteriori opzioni da American Airlines, Boeing affermò che aveva iniziato un ripensamento totale sul progetto 7J7, lasciando cadere il nome 7J7 a favore del termine più generico "nuovo jet di medie dimensioni".
Il progetto 7J7 proseguì tecnicamente per molto tempo, anche se non si giunse mai più ad un lancio ufficiale. Nel dicembre 1990 il governo giapponese stava ancora esortando Boeing a costruire il 7J7, affermando che lo preferiva al 777. Due mesi dopo, Boeing confermò che stava ancora incontrando i suoi partner giapponesi, due volte l'anno, per discutere del 7J7, che ora era considerato come eventuale rimpiazzo per il 737. L'aeromobile era anche indirizzato a coprire una categoria da 100 a 170 posti, un obiettivo di mercato molto meno definito rispetto a prima, e Boeing non era più sicura se dovesse essere con corridoio singolo o doppio. Il presidente del Boeing, Frank Shrontz, rinnovò l'accordo di sviluppo congiunto del 7J7 con le aziende giapponesi, alle Hawaii, e pianificò di modificare il loro protocollo d'intesa. Nel 1994, Boeing negò le notizie secondo le quali il Giappone aveva rinunciato al finanziamento del 7J7, affermando che Boeing e il Giappone avevano ciascuno cinque persone che lavoravano al progetto. Sebbene la fine del progetto 7J7 avesse deluso la loro industria aeronautica, le compagnie giapponesi contribuirono in percentuale significativamente maggiore ai successivi progetti Boeing (circa il 15% del Boeing 767 e il 25% del Boeing 777). L'industria giapponese è anche un partner straniero principale sul Boeing 787 Dreamliner.
Rudy Hillinga, che nel 1985 aveva tentato, senza successo, di vendere il 7J7 a Lufthansa come capo delle vendite della Boeing in Germania, in seguito dichiarò di aver contribuito a determinate la morte del progetto 7J7 con il supporto di Lufthansa. Hillinga affermò che se Boeing avesse continuato con lo sforzo del 7J7, l'aereo non avrebbe mai potuto raggiungere i 10.000 esemplari all'inizio del 2010. Tuttavia, Alan Mulally, che era direttore dell'ingegneria per il 7J7 e che sarebbe diventato l'amministratore delegato della Ford Motor Company due decenni dopo, dichiarò che il 7J7 era uno dei migliori investimenti in ricerca e sviluppo mai realizzati da Boeing.

## Competizione
In competizione con il 7J7 per l'interesse delle compagnie aeree fu la proposta MD-91 e MD-92 di McDonnell Douglas, due derivati prop-fan dell'MD-80; il proposto velivolo MD-94X, un altro velivolo McDonnell Douglas alimentato da propulsori, l'Airbus A320 e il 737 di Boeing. L'A320 presentava molta tecnologia ed elettronica avanzate simili ma era alimentato da motori turbofan convenzionali, poiché l'Airbus aveva respinto la tecnologia propfan nel 1980, prima che l'A320 fosse concepito. Sia McDonnell Douglas che Airbus credevano che Boeing non intendesse mai costruire il 7J7. Il Boeing 737 Next Generation e il 777 incorporavano molti dei miglioramenti proposti dal 7J7.

## Design
Questa sezione riflette ciò che era noto sul progetto di 7J7 nell'agosto 1987, proprio prima che la data prevista per l'ingresso fosse ritardata. In quel momento, era molto probabile che il velivolo fosse lanciato e definito nei minimi dettagli.
L'aereo era stato progettato per includere tecnologia avanzata ed elettronica, come:
- Sistema di controllo di volo fly-by-wire di Bendix
- Glass Cockpit di Honeywell con LCD
- Suite avionica integrata avanzata[5]
- Uso diffuso di compositi ad alta resistenza come la fibra di carbonio[5]
- Due motori General Electric GE36 UDF montati sul retro con tecnologia a ventola controrotante (propfan)[5]

La somma di tutte queste caratteristiche avrebbe promesso un consumo di carburante inferiore del 60 percento rispetto a qualsiasi tecnologia esistente di aeromobili per passeggeri di grandi dimensioni al momento. Il 43% di tali risparmi sarebbero stati dovuti ai motori propfan, 11 punti ai raffinamenti aerodinamici, 4 a modifiche strutturali e 2 a miglioramenti dei sistemi. La tecnologia informatica avrebbe ridotto della metà la quantità di cavi e connettori, risparmiando circa  590 kg di peso dei cavi lunghi 74 km e 110 kg dei connettori. Boeing aveva progettato di risparmiare da 910 1130 kg di peso attraverso l'impiego di alluminio-litio e altri materiali compositi. Affermando una maggiore conoscenza delle leghe alluminio-litio rispetto ai suoi concorrenti, Boeing si aspettava che le stesse, allora nella loro seconda generazione di disponibilità commerciale, avrebbero fatto risparmiare l'8% in peso rispetto alle leghe di alluminio, ovvero circa 360 kg.

### Cabina
Il 7J7 avrebbe dovuto avere una configurazione di posti a sedere a due corsie (2 + 2 + 2), offrendo una cabina ampia e spaziosa per la sua classe. In alternativa, il velivolo avrebbe potuto adattarsi a una configurazione di sedili ad alta densità, sette (2 + 3 + 2) con sedili larghi 43 cm. e corridoi 46 cm. Il diametro della fusoliera di 478 cm. avrebbe dovuto essere più grande dei precedenti (417 cm), con disegno a sei posti (con un solo corridoio, sebbene fosse stata considerata una configurazione a doppio corridoio). Tuttavia, Boeing mantenne un'opzione supplementare di 394 cm., con fusoliera a unico corridoio, poiché il progetto di ampliamento della fusoliera aveva causato un aumento del peso operativo di 2700 kg.
La configurazione a doppio corridoio avrebbe ridotto, di 10 minuti, i tempi di imbarco e sbarco dei passeggeri, consentendo alle compagnie aeree di pianificare tempi del 50% più rapidi rispetto ai concorrenti. La ricerca di Boeing evidenziò che anche due corridoi stretti da 46 cm. avrebbe fatto scorrere i passeggeri più velocemente rispetto ad un corridoio centrale di 66 cm. La cabina avrebbe contenuto elementi modulari del sedile in modo da poter regolare l'inclinazione dello stesso (distanza tra le file), la larghezza del sedile e la larghezza del bracciolo. Avrebbe inoltre offerto, a una compagnia aerea, la possibilità di passare facilmente da una configurazione all'altra.

### Capacità di volo
Boeing avrebbe anche fornito un'opzione di peso lordo superiore per l'aereo configurando la parte all'interno della fusoliera per trattenere il carburante. Questa opzione avrebbe aumentato l'autonomia del 7J7 da 5000 - a 7870 km per una configurazione di posti standard (a sei posti) e da 4170 - a 7220 km per una configurazione di posti a sedere ad alta densità (sette). Il progetto 7J7 di Boeing avrebbe avuto l'UDF come motore di base con una velocità di crociera di Mach 0,83, secondo General Electric, e avrebbe navigato a un'altitudine di 12000 m.

### Conservazione
Un volume di 50,9 m3 era disponibile per lo stoccaggio, uno di 26,54 m3 nella stiva anteriore e uno di 15,72 m3 nella stiva di poppa. Avrebbe potuto essere utilizzato per lo stoccaggio di grandi quantità o per contenere dispositivi di carico standard LD3-46, una dimensione più piccola del container aereo che stava entrando in uso con il debutto dell'Airbus 320. La quantità di stivaggio disponibile in cabina sarebbe stata di 85 L per passeggero, un aumento rispetto allo standard di 57 L al momento.

### Sviluppo correlato
- Boeing 727
- Boeing 767
- Boeing 777

### Aerei di configurazione ed epoca comparabili
- Antonov An-180
- McDonnell Douglas MD-94X